# Grafschaft Blois

Königreich Frankreich um 1030

Die Grafschaft Blois war im frühen Mittelalter eines der wichtigsten Territorien Frankreichs mit Schloss Blois als Herrschaftssitz.
Robert der Tapfere setzte in Blois – wie in den anderen wichtigen Städten an der Loire – einen Vizegrafen ein, vererbte das Land dann aber (als Grafschaft) an seinen Schwiegersohn, den Vizegrafen von Tours, der zum Gründer des Hauses Blois wurde.
Dessen Sohn Theobald I. bemächtigte sich 956/960 der Grafschaft Chartres und der Grafschaft Châteaudun. In der nächsten Generation kamen kurzzeitig die Grafschaft Beauvais und die Grafschaft Dreux dazu, 1019/25 die Grafschaft Troyes und die Grafschaft Meaux, die später dann zur Champagne zusammengefasst wurden, sowie die Grafschaft Sancerre.
1152 fiel bei einer Erbteilung die Champagne an die ältere Linie. Die jüngere Linie mit der Grafschaft Blois starb 1231 aus, die Grafschaft ging indirekt 1241 an das Haus Châtillon, das sie 1391 an den Herzog von Orléans verkaufte.

## Karolingische Amtsgrafen in Blois
| Name                               | Regierungszeit                     | Verwandtschaft                     | Anmerkungen                                           |
| Amtsgrafen der Karolinger in Blois | Amtsgrafen der Karolinger in Blois | Amtsgrafen der Karolinger in Blois | Amtsgrafen der Karolinger in Blois                    |
| ---------------------------------- | ---------------------------------- | ---------------------------------- | ----------------------------------------------------- |
| Wilhelm                            | ?–834                              | Bruder des Grafen Odo von Orléans  | fiel gegen Lambert I. von Nantes                      |
| Odo                                | ?                                  | Verwandter der Robertiner          |                                                       |
| Robert der Tapfere                 | 852–866                            |                                    | Markgraf von Neustrien                                |
| Hugo Abbas                         | 866–886                            | Stiefsohn seines Vorgängers        |                                                       |
| Odo von Paris                      | 866–898                            | Sohn von Robert dem Tapferen       | Markgraf von Neustrien seit 888 König von Westfranken |
| Robert                             | 898–923                            | Bruder seines Vorgängers           | Markgraf von Neustrien seit 922 König von Westfranken |
| Hugo der Große                     | 923–956                            | Sohn seines Vorgängers             | Herzog von Franzien                                   |

## Vizegrafen der Robertiner in Blois
| Name                  | Regierungszeit | Verwandtschaft         | Anmerkungen |
| --------------------- | -------------- | ---------------------- | ----------- |
| Garnegaud             | ?–902          |                        |             |
| Theobald der Alte     | 906–vor 942    |                        |             |
| Theobald der Betrüger | vor 942        | Sohn seines Vorgängers |             |

## Grafen von Blois

Wappen der Grafen von Blois aus dem Hause Blois

| Name | Regierungszeit | Verwandtschaft            | Anmerkungen |
| Haus Blois | Haus Blois     | Haus Blois                | Haus Blois |
| --- | -------------- | ------------------------- | --- |
| Theobald I. der Betrüger | ?–975          |                           | Nahm nach 956 den Grafentitel an. Bemächtigte sich auch der Grafschaften Châteaudun (Dunois) und Chartres, die beide für mehrere Generationen mit Blois verbunden blieben. |
| Odo I. | 975–996        | Sohn seines Vorgängers    | |
| Theobald II. | 996–1004       | Sohn seines Vorgängers    | |
| Odo II. | 1004–1037      | Bruder seines Vorgängers  | als Odo I. Graf von Meaux-Troyes |
| Theobald III. | 1037–1089      | Sohn seines Vorgängers    | als Theobald I. Graf von Meaux-Troyes |
| Stephan Heinrich | 1089–1102      | Sohn seines Vorgängers    | Graf von Meaux |
| Wilhelm | 1102–1107      | Sohn seines Vorgängers    | |
| Theobald IV. der Große | 1107–1152      | Bruder seines Vorgängers  | als Theobald II. Graf von Champagne |
| Theobald V. der Gute | 1152–1191      | Sohn seines Vorgängers    | |
| Ludwig | 1191–1205      | Sohn seines Vorgängers    | |
| Theobald VI. | 1205–1218      | Sohn seines Vorgängers    | |
| Margarete | 1218–1230      | Tochter Theobalds V.      | |
| Haus Avesnes |                |                           | |
| Maria | 1231–1241      | Tochter ihrer Vorgängerin | |
| Haus Châtillon |                |                           | |
| Hugo I. | 1231–1248      | Ehemann von Maria         | als Hugo V. Graf von Saint-Pol |
| Johann I. | 1248–1279      | Sohn seines Vorgängers    | |
| Johanna | 1279–1292      | Tochter ihres Vorgängers  | Verkaufte Chartres 1286 an die Krone. |
| Hugo II. | 1292–1307      | Cousin seiner Vorgängerin | |
| Guido I. | 1307–1342      | Sohn seines Vorgängers    | |
| Ludwig I. | 1342–1346      | Sohn seines Vorgängers    | Gefallen in der Schlacht bei Crécy. |
| Ludwig II. | 1346–1372      | Sohn seines Vorgängers    | |
| Johann II. | 1372–1381      | Bruder seines Vorgängers  | |
| Guido II. | 1381–1391      | Bruder seines Vorgängers  | Verkaufte Blois und Dunois für 200.000 französische Kronen an den Herzog von Orléans.                                                                                      |
| Haus Valois-Orléans |                |                           | |
| Ludwig | 1391–1407      |                           | |
| Karl | 1407–1465      | Sohn seines Vorgängers    | Vergab 1439 Dunois im Tausch für die Grafschaften Mortain und Gien an seinen Halbbruder, dem „Bastard von Orléans“.                                                        |
| Ludwig | 1465–1498      | Sohn seines Vorgängers    | |
| Herzog Ludwig von Orléans bestieg 1498 als Ludwig XII. den französischen Königsthron. Die Grafschaft Blois wurde dadurch mit der Krondomäne vereint. |                |                           | |

Weitere Verwendung des Titels:

Wappen der Grafen von Blois aus dem Hause Châtillon

- Im Jahr 1626 erhielt Gaston de Bourbon, duc d’Orléans, das Schloss Blois einschließlich des Titels Comte de Blois von seinem Bruder, König Ludwig XIII., als Hochzeitsgeschenk. Schloss und Titel fielen nach seinem Tod 1660 an die Krone zurück.